# Episodi di Food Wars! - Shokugeki no Soma

Logo della serie

Questa è la lista degli episodi dell'anime Food Wars! - Shokugeki no Soma.
La prima stagione dell'anime, annunciata sul numero di novembre 2014 della rivista Comics News della Shūeisha e prodotta dalla J.C.Staff per la regia di Yoshitomo Yonetani, è andata in onda dal 3 aprile al 25 settembre 2015. Le sigle di apertura e chiusura sono rispettivamente Kibō no uta (希望の唄? lett. "La canzone della speranza") degli Ultra Tower e Spice (lett. "Spezia") dei Tokyo Karankoron, per poi cambiare dall'episodio quindici in Rising Rainbow (ライジングレインボウ?, Raijingu Reinbō) dei Misokkasu e Sacchan no sexy curry (さっちゃんのセクシーカレー?, Sacchan no sekushī karē) di Seiko Ōmori. In Italia la serie è stata prima pubblicata, in contemporanea col Giappone, dalla Yamato Video su YouTube e poi trasmessa su Man-ga, mentre in America del Nord i diritti sono stati acquistati dalla Sentai Filmworks. In varie parti del mondo, invece, gli episodi sono stati trasmessi in streaming da Crunchyroll.
La seconda stagione dell'anime, annunciata dalla Shūeisha sul secondo numero del 2016 del Weekly Shōnen Jump e intitolata Food Wars - Stagione 2 (食戟のソーマ 弍ノ皿?, Shokugeki no Sōma: ni no sara, lett. "Sōma delle battaglie culinarie: la seconda portata"), è stata trasmessa tra il 2 luglio e il 24 settembre 2016. La sigla di apertura è Rough Diamonds degli Screen Mode, mentre tra i diritti internazionali sono stati riconfermati quelli di Yamato Video, Sentai Filmworks e Crunchyroll.
La terza stagione dell'anime è stata annunciata per autunno 2017 sul trentesimo numero del 2017 del Weekly Shōnen Jump e trasmessa in due parti: la prima tra ottobre e dicembre 2017, mentre la seconda a partire dal 9 aprile 2018.
La quarta stagione dell'anime è stata trasmessa dall'11 ottobre al 27 dicembre 2019.
La quinta stagione dell'anime è stata mandata in onda dal 10 aprile al 25 settembre 2020.

## Lista episodi

### Prima stagione
| Nº serie | Nº | Titolo italiano Giapponese 「Kanji」 - Rōmaji                                                         | In onda           | In onda |
| Nº serie | Nº | Titolo italiano Giapponese 「Kanji」 - Rōmaji                                                         | Giapponese        |         |
| 1        | 1  | Landa senza fine 「果て無き荒野」 - Hate naki kōya                                                    | 3 aprile 2015     |         |
| 2        | 2  | Palato divino (God tongue) 「神の舌（ゴッドタン）」 - Kami no shita (Goddo tan)                       | 10 aprile 2015    |         |
| 3        | 3  | Quel cuoco non sorride 「その料理人は笑わない」 - Sono ryōrijin wa warawanai                          | 17 aprile 2015    |         |
| 4        | 4  | Maria della Stella Polare 「極星のマリア」 - Kyokusei no Maria                                        | 24 aprile 2015    |         |
| 5        | 5  | La regina di ghiaccio e la tempesta di primavera 「氷の女王と春の嵐」 - Kōri no joō to haru no arashi | 1º maggio 2015    |         |
| 6        | 6  | L'invasione della carne 「肉の侵略者」 - Niku no shinryakusha                                         | 8 maggio 2015     |         |
| 7        | 7  | Il don silenzioso, il don eloquente 「静かなる丼、雄弁な丼」 - Shizukanaru donburi, yūben'na donburi  | 15 maggio 2015    |         |
| 8        | 8  | Un concerto di ispirazione e creazione 「発想と創造の協奏曲」 - Hassō to sōzō no kyōsōkyoku           | 22 maggio 2015    |         |
| 9        | 9  | L'impanatura che adorna la montagna 「山を彩る衣」 - Yama o irodoru i                                 | 29 maggio 2015    |         |
| 10       | 10 | La ricetta suprema 「至上のルセット」 - Shijō no rusetto                                              | 5 giugno 2015     |         |
| 11       | 11 | Il mago venuto dall'Est 「東から来た魔術師」 - Azuma kara kita majutsushi                             | 12 giugno 2015    |         |
| 12       | 12 | Memorie di un piatto 「ひと皿の記憶」 - Hito sara no kioku                                            | 19 giugno 2015    |         |
| 13       | 13 | Le uova prima dell'alba 「夜明け前の卵たち」 - Yoake mae no tamago tachi                              | 26 giugno 2015    |         |
| 14       | 14 | Metamorfosi 「メタモルフォーゼ」 - Metamorufōze                                                       | 3 luglio 2015     |         |
| 15       | 15 | L'uomo chiamato Shura 「「修羅」と呼ばれた男」 - "Shura" to yobareta otoko                            | 17 luglio 2015    |         |
| 16       | 16 | Il cuoco che ha percorso diecimila leghe 「万里を駆ける料理人」 - Banri o kakeru ryōrinin             | 24 luglio 2015    |         |
| 17       | 17 | Un sensuale karaage 「官能の唐揚げ」 - Kannō no karaage                                               | 31 luglio 2015    |         |
| 18       | 18 | Il karaage della giovinezza 「青春の唐揚げ」 - Seishun no karaage                                     | 7 agosto 2015     |         |
| 19       | 19 | I prescelti 「選ばれし者」 - Erabareshimono                                                           | 14 agosto 2015    |         |
| 20       | 20 | Il drago si corica e poi ascende al cielo 「龍は臥し、空へ昇る」 - Ryū wa fushi, sora e noboru        | 21 agosto 2015    |         |
| 21       | 21 | Il noto ignoto 「未知なる既知」 - Michi naru kichi                                                    | 28 agosto 2015    |         |
| 22       | 22 | Coloro che sorpassano l'ordinario 「日常を越えるもの」 - Nichijō o koeru mono                         | 4 settembre 2015  |         |
| 23       | 23 | Una competizione di individui che sbocciano 「華開く個の競演」 - Hana hiraku ko no kyōen              | 11 settembre 2015 |         |
| 24       | 24 | Il banchetto dei guerrieri 「戦士たちの宴」 - Senshi-tachi no utage                                   | 25 settembre 2015 |         |

### Seconda stagione
| Nº serie | Nº | Titolo italiano Giapponese 「Kanji」 - Rōmaji                                          | In onda           | In onda |
| Nº serie | Nº | Titolo italiano Giapponese 「Kanji」 - Rōmaji                                          | Giapponese        |         |
| 25       | 1  | Ciò di cui riempire quella scatola 「その箱に詰めるもの」 - Sono hako ni tsumeru mono  | 2 luglio 2016     |         |
| 26       | 2  | Luce e ombra che si intrecciano 「交錯する光と影」 - Kōsaku suru hikari to kage        | 9 luglio 2016     |         |
| 27       | 3  | La generazione delle "gemme" 「『玉』の世代」 - "Gyoku" no sedai                       | 16 luglio 2016    |         |
| 28       | 4  | Inseguitori 「追跡者」 - Tsuiseki-sha                                                  | 23 luglio 2016    |         |
| 29       | 5  | Il segreto del primo boccone 「一口目の秘密」 - Hitokuchime no himitsu                 | 30 luglio 2016    |         |
| 30       | 6  | Giungerà una nuova alba 「朝はまた来る」 - Asa wa mata kuru                            | 6 agosto 2016     |         |
| 31       | 7  | Bestie che si divorano a vicenda 「喰らいあう獣」 - Kurai au kemono                    | 13 agosto 2016    |         |
| 32       | 8  | Una battaglia che ruota attorno alla stagione 「旬を巡る戦い」 - Shun o meguru tatakai | 20 agosto 2016    |         |
| 33       | 9  | La katana che annuncia l'autunno 「秋を告げる刀」 - Aki o tsugeru katana               | 27 agosto 2016    |         |
| 34       | 10 | Nuova gemma 「新たなる『玉』」 - Aratanaru "gyoku"                                     | 3 settembre 2016  |         |
| 35       | 11 | Stagiaire 「スタジエール」 - Sutajiēru                                                 | 10 settembre 2016 |         |
| 36       | 12 | Il ritorno del mago 「魔術師再び」 - Majutsu-shi futatabi                              | 17 settembre 2016 |         |
| 37       | 13 | Maestoso 「威風堂々」 - Ifudōdō                                                        | 24 settembre 2016 |         |

### Terza stagione
| Nº serie                   | Nº | Titolo italiano Giapponese 「Kanji」 - Rōmaji                                                                    | In onda          | In onda |
| Nº serie                   | Nº | Titolo italiano Giapponese 「Kanji」 - Rōmaji                                                                    | Giapponese       |         |
| Prima parte (12 episodi)   |    | |                  |         |
| 38                         | 1  | Sfida ai dieci eletti 「十傑に挑む」 - Jū suguru ni idomu                                                        | 3 ottobre 2017   |         |
| 39                         | 2  | L'essenza del piccante 「麻と辣」 - Má' to `là                                                                   | 10 ottobre 2017  |         |
| 40                         | 3  | Il Festival della Luna 「月饗祭」 - Tsuki kyō-sai                                                                | 17 ottobre 2017  |         |
| 41                         | 4  | Un branco di giovani leoni 「若き獅子たちの群れ」 - Wakakishishitachi no mure                                    | 24 ottobre 2017  |         |
| 42                         | 5  | Il tavolo da pranzo oscuro 「翳かげりゆく食卓」 - Kage kageri yuku shokutaku                                     | 31 ottobre 2017  |         |
| 43                         | 6  | La regina imprigionata 「囚われの女王」 - Toraware no joō                                                        | 7 novembre 2017  |         |
| 44                         | 7  | L'accademia vacilla 「崩れゆく学園」 - Kuzure yuku gakuen                                                        | 14 novembre 2017 |         |
| 45                         | 8  | L'alchimista 「錬金術師」 - Renkinjutsu-shi                                                                      | 21 novembre 2017 |         |
| 46                         | 9  | Caccia ai superstiti 「残党狩り」 - Zantō kari                                                                   | 28 novembre 2017 |         |
| 47                         | 10 | La danza del salmone 「鮭は踊る」 - Sake wa odoru                                                                | 5 dicembre 2017  |         |
| 48                         | 11 | Il cavaliere bianco della tavola 「食卓の白騎士」 - Shokutaku no shiro kishi                                     | 12 dicembre 2017 |         |
| 49                         | 12 | Coloro che puntano alla vetta 「頂を目指す者」 - Itadaki o mezasu mono                                           | 19 dicembre 2017 |         |
| Seconda parte (12 episodi) |    | |                  |         |
| 50                         | 13 | Gli esami di avanzamento 「進級試験」 - Shinkyū shiken                                                           | 8 aprile 2018    |         |
| 51                         | 14 | Il treno della Totsuki 「遠月列車は行く」 - Tō tsuki ressha wa iku                                               | 15 aprile 2018   |         |
| 52                         | 15 | La ribellione di Giovanna d'Arco 「立ち上がる女騎士 [ジャンヌ・ダルク]」 - Tachiagaru onna kishi [Jannu・daruku] | 22 aprile 2018   |         |
| 53                         | 16 | La rivincita 「リベンジ・マッチ」 - Ribenji・Matchi                                                              | 29 aprile 2018   |         |
| 54                         | 17 | Sapidità sulla corda 「旨味の綱渡り」 - Umami no tsunawatari                                                     | 6 maggio 2018    |         |
| 55                         | 18 | Per chi lo fai? 「誰が為に」 - Ta ga tame ni                                                                     | 13 maggio 2018   |         |
| 56                         | 19 | Dichiarazione di guerra 「宣戦布告」 - Sensen fukoku                                                             | 21 maggio 2018   |         |
| 57                         | 20 | Erina, studiosa diligente 「えりなの研鑽」 - Erina no kensan                                                     | 28 maggio 2018   |         |
| 58                         | 21 | Pionieri di lande desolate 「荒野を拓く者」 - Kōya o hiraku mono                                                 | 4 giugno 2018    |         |
| 59                         | 22 | Verso il luogo dello scontro finale 「決戦の地へ」 - Kessen no chi e                                             | 11 giugno 2018   |         |
| 60                         | 23 | Portare sulle spalle il dormitorio della Stella Polare 「極星寮を背負って」 - Kyokuseiryō o seotte               | 18 giugno 2018   |         |
| 61                         | 24 | Così agiscono i forti 「強者たる所以ゆえん」 - Kyōshataru yuen                                                   | 25 giugno 2018   |         |

### Quarta stagione
| Nº serie | Nº | Titolo italiano Giapponese 「Kanji」 - Rōmaji                                            | In onda          | In onda |
| Nº serie | Nº | Titolo italiano Giapponese 「Kanji」 - Rōmaji                                            | Giapponese       |         |
| 62       | 1  | Ciò che voglio proteggere 「守りたいもの」 - Mamoritai mono                              | 11 ottobre 2019  |         |
| 63       | 2  | I flash lampeggiano 「ストロボ、輝く」 - Sutorobo kagayaku                               | 18 ottobre 2019  |         |
| 64       | 3  | Unione di speranze 「希望の連帯」 - Kibō no rentai                                       | 25 ottobre 2019  |         |
| 65       | 4  | Punta alla vittoria! 「勝利を狙え！」 - Shōri o nerae!                                   | 1º novembre 2019 |         |
| 66       | 5  | È finita per te 「終わったぜ、お前」 - Owatta ze, omae                                   | 8 novembre 2019  |         |
| 67       | 6  | Una lama 「一本の刃」 - Ippon no yaiba                                                   | 15 novembre 2019 |         |
| 68       | 7  | Le due regine 「ふたりの女王」 - Futari no joō                                           | 22 novembre 2019 |         |
| 69       | 8  | Il tuo profilo 「君の横顔」 - Kimi no yokogao                                            | 29 novembre 2019 |         |
| 70       | 9  | Il Primo e la Seconda 「一席と二席」 - Isseki to ni seki                                 | 6 dicembre 2019  |         |
| 71       | 10 | Come realizzare un piatto micidiale 「必殺料理の作り方」 - Hissatsu ryōri no tsukurikata | 13 dicembre 2019 |         |
| 72       | 11 | Un canto di speranza 「希望の唄」 - Kibō no uta                                          | 20 dicembre 2019 |         |
| 73       | 12 | I nuovi Dieci Eletti della Totsuki 「新生『遠月十傑』」 - Shinsei “Tōtsuki Jikketsu”     | 27 dicembre 2019 |         |

### Quinta stagione
| Nº serie | Nº | Titolo italiano Giapponese 「Kanji」 - Rōmaji                                 | In onda           | In onda |
| Nº serie | Nº | Titolo italiano Giapponese 「Kanji」 - Rōmaji                                 | Giapponese        |         |
| 74       | 1  | Gli esami di fine trimestre 「学期末試験」 - Gakkimatsu shiken                | 10 aprile 2020    |         |
| 75       | 2  | Battaglia preliminare nel blu 「青の前哨戦」 - Ao no zenshōsen                | 17 aprile 2020    |         |
| 76       | 3  | Noir 「真夜中の料理人」 - Mayonaka no ryōrijin (Nowāru)                       | 17 luglio 2020    |         |
| 77       | 4  | L'ultima cena 「最後の晩餐」 - Saigo no bansan                                | 24 luglio 2020    |         |
| 78       | 5  | La battaglia del minimarket 「コンビニ乱闘」 - Konbini rantō                  | 31 luglio 2020    |         |
| 79       | 6  | Natale in piena estate 「真夏のクリスマス」 - Manatsu no Kurisumasu           | 7 agosto 2020     |         |
| 80       | 7  | Lame che si incrociano 「交差する刃」 - Kurosu Naifu                          | 14 agosto 2020    |         |
| 81       | 8  | La mezzaluna mancante 「失われた月の半分」 - Ushinawareta tsuki no hanbun     | 21 agosto 2020    |         |
| 82       | 9  | La disperazione del Palato Divino 「神の舌の絶望」 - Kami no shita no zetsubō | 28 agosto 2020    |         |
| 83       | 10 | Supera tuo padre 「親父越え」 - Oyaji goe                                     | 4 settembre 2020  |         |
| 84       | 11 | Il sapore della sconfitta 「失敗の味」 - Shippai no aji                       | 11 settembre 2020 |         |
| 85       | 12 | Le gemme migliori 「極上の石たち」 - Gokujō no ishitachi                      | 18 settembre 2020 |         |
| 86       | 13 | Food Wars 「食戟」 - Shokugeki                                                | 25 settembre 2020 |         |

### OAV
| Nº | Titolo italiano Giapponese 「Kanji」 - Rōmaji                                                   | Prima edizione | Prima edizione |
| Nº | Titolo italiano Giapponese 「Kanji」 - Rōmaji                                                   | Giapponese     |                |
| 1  | La disfida dei Takumi nei quartieri popolari 「タクミの下町合戦」 - Takumi no shitamachi gassen | 2 maggio 2016  |                |
| 2  | Erina durante le vacanze estive 「夏休みのエリナ」 - Natsuyasumi no Erina                       | 4 luglio 2016  |                |
| 3  | 「秋月のめぐり逢い」 - Shūgetsu no meguriai – "Incontro casuale della luna d'autunno"           | 2 maggio 2017  |                |
| 4  | 「遠月十傑」 - Tōtsuki jūkketsu – "Tōtsuki élite dieci"                                         | 4 luglio 2017  |                |
| 5  | Erina al dormitorio Stella Polare 「極星寮のえりな」 - Kyokuseiryō no Erina                     | 2 maggio 2018  |                |

## Home video

### Giappone
La prima stagione è stata pubblicata in DVD e Blu-ray dal 29 luglio 2015 al 24 febbraio 2016.
| N° | Data              | Episodi | Fonte  |
| -- | ----------------- | ------- | ------ |
| 1  | 29 luglio 2015    | 1–3     | [ 56 ] |
| 2  | 26 agosto 2015    | 4–6     | [ 58 ] |
| 3  | 30 settembre 2015 | 7–9     | [ 59 ] |
| 4  | 28 ottobre 2015   | 10–12   | [ 60 ] |
| 5  | 25 novembre 2015  | 13–15   | [ 61 ] |
| 6  | 23 dicembre 2015  | 16–18   | [ 62 ] |
| 7  | 27 gennaio 2016   | 19–21   | [ 63 ] |
| 8  | 24 febbraio 2016  | 22–24   | [ 57 ] |

La seconda stagione è stata pubblicata in DVD e Blu-ray dal 28 settembre 2016 al 29 marzo 2017
| N° | Data              | Episodi | Fonte  |
| -- | ----------------- | ------- | ------ |
| 1  | 28 settembre 2016 | 1–2     | [ 64 ] |
| 2  | 26 ottobre 2016   | 3–4     | [ 66 ] |
| 3  | 23 novembre 2016  | 5–6     | [ 67 ] |
| 4  | 21 dicembre 2016  | 7–8     | [ 68 ] |
| 5  | 25 gennaio 2017   | 9–10    | [ 69 ] |
| 6  | 22 febbraio 2017  | 11–12   | [ 70 ] |
| 7  | 29 marzo 2017     | 13      | [ 65 ] |

La terza stagione è stata pubblicata in Blu-ray dall'8 novembre al 13 dicembre 2017 in due box. L'edizione DVD invece è stata pubblicata dal 28 marzo al 26 settembre 2018 sempre in due box.
| N°      | Data              | Dischi  | Episodi | Fonte   |
| Blu-ray | Blu-ray           | Blu-ray | Blu-ray | Blu-ray |
| ------- | ----------------- | ------- | ------- | ------- |
| 1       | 8 novembre 2017   | 4       | 1–12    | [ 71 ]  |
| 2       | 13 dicembre 2017  | 4       | 13–24   | [ 71 ]  |
| DVD     |                   |         |         |         |
| 1       | 28 marzo 2018     | 4       | 1–12    | [ 72 ]  |
| 2       | 26 settembre 2018 | 4       | 13–24   | [ 72 ]  |

La quarta stagione è stata pubblicata in DVD e Blu-ray il 29 aprile 2020 in unico box.
| N° | Data           | Dischi | Episodi | Fonte  |
| -- | -------------- | ------ | ------- | ------ |
| 1  | 29 aprile 2020 | 2      | 1–12    | [ 73 ] |

La quinta stagione è stata pubblicata in DVD e Blu-ray il 23 dicembre 2020 in unico box.
| N° | Data             | Dischi | Episodi | Fonte  |
| -- | ---------------- | ------ | ------- | ------ |
| 1  | 23 dicembre 2020 | 2      | 1–13    | [ 74 ] |